# 中野太三郎

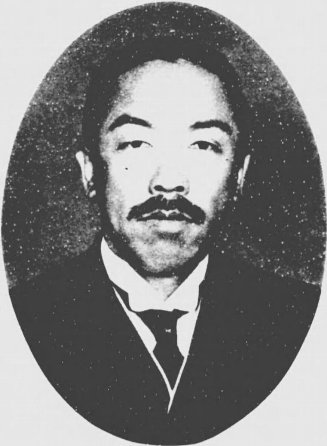
中野太三郎

中野 太三郎（なかの たさぶろう、1880年（明治13年）12月 - 1941年（昭和16年）11月10日）は、朝鮮総督府官僚、実業家。玄洋社員。

## 経歴
福岡県出身。1899年福岡県中学修猷館、1902年第五高等学校法科を経て、1906年（明治39年）に東京帝国大学法科大学政治学科を卒業。1908年（明治41年）に統監府属となり、翌年に高等文官試験に合格した。理事庁副理事官、朝鮮総督府事務官、大邱府尹、平安南道第三部長、咸鏡北道知事、咸鏡南道知事などを歴任した。
1929年（昭和4年）に退官した後は、東洋拓殖株式会社理事、朝鮮電気興業株式会社取締役、東洋産金株式会社取締役などを務めた。

## 親族
- 従兄弟 中野正剛（政治家）[1]